# Astragalus polycladus
Espèce
Classification APG II (2003)
Taxons de rang inférieur
- Voir le texte

Statut de conservation UICN

 LC  : Préoccupation mineure
Astragalus polycladus est une espèce de plantes à fleurs du genre Astragalus et de la famille des fabacées que l'on trouve en Chine occidentale et sur le plateau tibétain.

## Taxonomie
Cette espèce a été découverte par l'expédition de Gabriel Bonvalot et du prince Henri d'Orléans alors qu'ils prennent la route du Sichuan, après avoir quitté le plateau tibétain, en juin 1890. Ils trouvent quelques jours plus tard au sud de Ta-tsien lou (province du Se-tchuen), une autre nouvelle espèce d'astragale, Astragalus tatsienensis, plus petite, et d'autres similaires.
L'espèce Astragalus polycladus a été étudiée par les botanistes Édouard Bureau et Adrien Franchet au Muséum d'histoire naturelle de Paris, en 1891.
Synonymes:
- Astragalus decumbens Kom.
- Astragalus nigrescens Franch.
- Astragalus polycladus var. nigrescens E.Peter
- Astragalus yunningensis H.T.Tsai & T.F.Yu

Sous-espèces:
- Astragalus polycladus var. glabricarpus Y.H.Wu
- Astragalus polycladus var. magniflorus Y.H.Wu